# Smells Like Teen Spirit
«Smells Like Teen Spirit» (с англ. — «Пахнет подростковым духом») — песня американской рок-группы Nirvana из альбома Nevermind. Написана Куртом Кобейном, Кристом Новоселичем и Дейвом Гролом, спродюсирована Бутчем Вигом. Мелодия песни характерна своей концепцией — «тихие куплеты с зыбкой (эффект «Small Clone»), хорусовой гитарой, переходящие в громкий, хардкоровый припев» — которая стала распространённым шаблоном в альтернативном роке из-за популярности «Smells Like Teen Spirit». Впоследствии её копировали многие исполнители этого направления.
Внезапный успех «Smells Like Teen Spirit» способствовал мейнстримовой популярности Nevermind, позволив альбому занять верхние строчки во многих музыкальных чартах 1992 года. Песня была первым и одним из самых популярных хитов группы Nirvana. Она достигла шестого места в чарте Billboard, возглавила ряд хит-парадов по всему миру в 1991 и 1992 годах. Композиция была отмечена на 9-е место в списке «500 величайших песен всех времён» журнала Rolling Stone (в обновлённом списке 2021 года её переместили на 5-е место), оказалась на 1-й строчке аналогичного опроса NME, а также фигурирует в рейтингах «лучших песен» множества других музыкальных изданий. В 2012 году портал Last.fm назвал «Smells Like Teen Spirit» лучшей композицией за 10 лет скробблинга.
Видеоклип «Smells Like Teen Spirit» был награждён двумя премиями MTV Video Music Awards, став знаковым элементом поп-культуры, а также объектом нескольких пародий. Видеоклип сыграл немалую роль в популяризации канала и был одним из факторов огромной популярности коллектива. По мнению экспертов, песня стала «гимном поколения Х», благодаря её успеху гранж закрепился на волнах крупнейших радиостанций и попал в сферу интересов ведущих лейблов, а альтернативный рок стал частью мейнстрима. Участники группы, однако, чувствовали себя неловко из-за успеха песни и привлеченного к ней внимания. По прошествии лет критики продолжают называть «Smells Like Teen Spirit» одной из величайших песен всех времён.

## Сочинение и запись
За несколько месяцев до своей смерти фронтмен Nirvana Курт Кобейн рассказал в интервью Rolling Stone, что «Smells Like Teen Spirit» была попыткой написать песню в стиле Pixies — группы, которой он восхищался. По словам музыканта: 
Я пытался написать простую песню в духе поп-музыки. Изначально я пытался передрать лучшие вещи у Pixies. Надо признать. [Улыбается.] Когда я впервые услышал эту группу, то так привязался к ней, что вскоре меня вполне можно было считать членом Pixies, во всяком случае — дублирующего состава. Мы переняли у Pixies чувство динамики, которое заключалось в умении переходить от мягких и тихих звуков к тяжёлым и громким.
Кобейн приступил к сочинению «Smells Like Teen Spirit» всего за несколько недель до начала записи второго альбома группы, Nevermind, в 1991 году. Когда он впервые исполнил песню перед своими коллегами, она включала только основной гитарный рифф и вокальную мелодию припева. Послушав трек, басист Крист Новоселич только пожал плечами и назвал его «смешным». В ответ Кобейн заставил группу играть рифф «час-полтора». В интервью 2001 года Новоселич вспоминал, что после того, как они неоднократно сыграли основной рифф припева, он сказал: «„Погодите минутку. Может, попробуем помедленнее?“. Так я начал играть куплет. А Дэйв стал играть барабанный бит». В результате «Smells Like Teen Spirit» стала единственной песней альбома, в которой все три участника группы были записаны как авторы.
Кобейн придумал название песни после того, как его подруга Кэтлин Ханна, в то время солистка группы Bikini Kill (одного из ведущих коллективов движения Riot grrrl), на стене дома Кобейна написала фразу «Курт пахнет Teen Spirit» (англ. «Kurt Smells Like Teen Spirit». Ханна имела в виду, что от Кобейна пахло популярным молодёжным дезодорантом «Teen Spirit», которым пользовалась его тогдашняя подруга Тоби Вэйл. Музыкант интерпретировал эту фразу как лозунг с революционным подтекстом — «От Курта веет подростковым духом», поскольку в тот вечер они обсуждали анархизм, панк-рок и другие схожие темы. Впоследствии Кобейн утверждал, что узнал о существовании дезодоранта только спустя несколько месяцев после выхода сингла.
«Smells Like Teen Spirit», наряду с «Come as You Are», была одной из нескольких новых песен, которые были написаны до первых сессий группы с продюсером Бутчем Вигом. Перед началом записи Nevermind музыканты отправили Вигу черновое демо своих репетиций, которое включало и «Teen Spirit». Хотя звучание ленты было сильно искажено из-за громкого исполнения музыки, Виг смог разобрать мелодию, решив, что у песни есть потенциал. В мае 1991 года группа записала «Smells Like Teen Spirit» в студии Sound City калифорнийского города Ван-Найс. Продюсер предложил внести в композицию некоторые изменения: перемещение гитарной импровизации в припев и сокращение его длины. Группа записала минусовку в три приёма, решив сохранить второй дубль. Затем Виг добавил в аудиотрек несколько звуковых правок, так как у Кобейна были небольшие проблемы с таймингом при переключении между гитарными эффектами. Продюсер смог добиться от Кобейна только трёх вокальных дублей, так прокомментировав ситуацию: «Возможно, мне когда-нибудь посчастливится уговорить Курта сделать четыре дубля».

## Содержание

### Музыка
«Smells Like Teen Spirit» написана в тональности фа минор, её основной гитарный рифф базируется на четырёх квинтаккордах (F5-B♭5-A♭5-D♭5), Кобейн исполняет их со смещением акцента с сильной доли такта на слабую шестнадцатыми нотами. По словам Вига, гитарные аккорды были продублированы, так как группа «хотела, чтобы они звучали более мощно». Иногда пауэр-аккорды звучат как «задержанные», этот эффект возникает в результате того, что Кобейн играет на четырёх нижних струнах для уплотнения звука. Многие слушатели усмотрели отдалённое сходство риффа «Smells Like Teen Spirit» с риффом из припева песни «More Than a Feeling» группы Boston. Кобейн соглашался с этим мнением, отмечая: «Это был такой рифф-клише. Он был очень близок к риффу группы Boston или риффу „Louie Louie“ The Kingsmen». Тем не менее, публицист Рикки Руксби подчёркивал, что, несмотря на сходство, песни сыграны в разных прогрессиях аккордов. Тем не менее, ритм аккордов Кобейна больше всего сближает «Smells Like Teen Spirit» с песней «More Than a Feeling».
В «Smells Like Teen Spirit» используются «несколько распространённых песенных структур»: четырёх-, восьми- и двенадцатитактовые секции, включающие восьмитактовые куплет и первый припев (пред-припев), а также двенадцатитактовый второй припев (основной). Музыковед Грэм Даунс полагал, что «Smells Like Teen Spirit» — яркий пример песни, которая содержит как развитие материала, так и его вариации. Структура песни, заимствованная Кобейном у группы Pixies, демонстрирует изменения в громкости и динамике, переходя от тихого звука к громкому несколько раз в течение композиции. Концепция этой структуры — «тихие куплеты с зыбкой (эффект «Small Clone»), хорусовой гитарой, переходящие в громкий, хардкоровый припев» — стала распространённым шаблоном в альтернативном роке именно из-за популярности «Teen Spirit». Впоследствии её копировали многие исполнители этого направления.
Во время куплетов группа исполняет ту же последовательность аккордов, что и в припеве. Кобейн играет две гитарные ноты на фоне восьминотной басовой партии Новоселича, повторяющей основную схему прогрессии аккордов. Когда песня приближается к припеву, Кобейн начинает играть те же две ноты на каждую долю такта, повторяя слово «Hello». После первого и второго куплетов Кобейн одновременно поёт слово «Yay» и исполняет на гитаре унисонный бенд. После второго припева Кобейн играет на гитаре 16-тактовое соло, которое почти полностью повторяет его вокальную мелодию из куплета и предварительного припева. Во время финального припева (и до конца песни) Кобейн рефреном поёт словосочетание «A denial», его голос становится крайне напряжённым, практически срываясь на крик. После сочинения «Smells Like Teen Spirit» Кобейн и Новоселич сошлись во мнении: «Она действительно очень похожа на звучание Pixies. Люди непременно припомнят нам это». В документальном фильме «7 поколений рок-н-ролла» это мнение подтвердил ударник группы Дэйв Грол: «„Smells Like Teen Spirit“… помню я подумал: „Какой-то рифф типа The Pixies, басовая партия, потом эта странная гитара на одной ноте и ударные“. В какой-то момент мы чуть не отказались от неё, она слишком… слишком смахивала на Pixies».

### Тематика
Слушатели часто с трудом понимали слова в песнях Nirvana, и «Smells Like Teen Spirit» была не исключением. Причиной тому были невнятный вокал Кобейна, который часто имитировал британский акцент, а также отсутствие текстов в буклете альбома Nevermind — в нём были напечатаны лишь отдельные лирические фрагменты. Этот фактор способствовал нежеланию радиостанций включать песню в свой эфир на раннем этапе её релиза. Так, промоутер Geffen Records вспоминала, что представители одной рок-радиостанции сказали ей: «Мы не можем транслировать это. Я не могу разобрать, о чём поёт этот парень». Руководство MTV пошло ещё дальше, подготовив версию видеоклипа, которая включала субтитры в нижней части экрана. Телеканал показывал такой вариант видео в первое время его вещания. Тексты песен из альбома Nevermind, а также некоторых ранних и альтернативных версий песен, впоследствии были включены в буклет сингла «Lithium» (1992 год). В одной из своих статей американский рок-критик Дэйв Марш так отреагировал на мнение ряда диск-жокеев того времени, что «Smells Like Teen Spirit» «была „Louie Louie“ 1990-х», написав: «[она] как „Луи“, только ещё грандиознее, „Teen Spirit“ раскрывает свои секреты неохотно, а затем, как правило, бессвязно». Пытаясь расшифровать текст песни самостоятельно и затем сравнив его с официальной лирикой, Марш признался, что «то, что я себе нафантазировал, было немного лучше (по крайней мере, более отрадно), чем то, что на самом деле пела Nirvana», подчеркнув: «Хуже всего то, что [теперь] я не уверен, знаю ли я больше о песне [её смысле], чем до того, как я ознакомился с официальной версией [её текста]».
Самая распространённая интерпретация песни — подростковая революция, что подтверждает её музыкальное видео. Во время интервью в поддержку релиза Nevermind Кобейн заявил, что песня была о его друзьях, пояснив: «Мы по-прежнему чувствуем себя тинейджерами, ведь мы не исповедуем принципы, которых от нас ожидают как от взрослых… Это что-то вроде подростковой революционной темы». Во время следующих интервью Кобейн менял свою интерпретацию песни и редко говорил что-то конкретное о её смысле. Во время беседы с писателем Майклом Азеррадом, которая была включена в книгу «Come as You Are: The Story of Nirvana», Кобейн заявил, что он чувствовал себя обязанным «описать свои чувства по поводу своего окружения, своего поколения и людей своего возраста». По мнению Дэвида Фрике: «В каком-то смысле, он [Кобейн] был журналистом. Он не просто писал о себе как Джон Леннон или Боб Дилан, он выражал всё в текстах и музыке так… будто пел о тебе». Публицист Кит Кэмерон добавлял: «Курт привлекал людей, особенно молодых людей, которые наверное не уверены в том, какое место они занимают в этом мире. Видя Кобейна и слушая его музыку, они слышали человека, который также сомневается в своем предназначении».
Писатель Чак Крисафулли описывал «Smells Like Teen Spirit» как «типичное для Кобейна малопонятное исследование смысла и бессмысленности». В свою очередь, Азеррад делал акцент на противоречивости текстов Кобейна (например, «Весело проигрывать и притворяться»), подчёркивая, что «смысл [песни] возникает не из конфликта двух противоположных идей, а из того смятения и ярости, которые этот конфликт порождает в рассказчике — он в ярости от того, что пребывает в смятении». По мнению писателя, «Smells Like Teen Spirit» — «это саркастическая реакция на идею реальной революции, но с другой стороны, это принятие самой идеи». Между тем, писатель Чарльз Р. Кросс утверждал в своей книге «Heavier Than Heaven», что текст «Smells Like Teen Spirit» отсылал к отношениям между Кобейном и его бывшей девушкой Тоби Вэйл, «хотя Курт нигде к ней специально не обращался» и не упоминал её. Кросс цитировал строчку «Она скучающая и самоуверенная», делая вывод, что песня «не могла быть о ком-то другом». Он подкреплял свои слова одной из строчек песни, которая впоследствии была удалена Кобейном, но осталась в его дневниках: «Кто будет королём и королевой подростков-изгоев». По словам Кросса, после того, как пара рассталась, Курт начал писать и рисовать сцены насилия, многие из которых выражали ненависть к себе и окружающим. Песни этого периода были менее жестоки, но всё же отражали гнев, который отсутствовал в раннем творчестве Курта. По словам Кросса: «За четыре месяца после их расставания Курт написал полдюжины из его самых запоминающихся песен, все они о Тоби Вэйл».
По словам Кобейна: «Вся песня состоит из противоречащих друг другу идей … Она высмеивает мысль о настоящей революции. Однако это приятная мысль». В свою очередь, Дэйв Грол, считавший, что одна из причин успеха песни — её остроумное название, утверждал, что не верит в то, что песня содержит какие-то идеи, отметив: «Наблюдая, как Курт пишет текст к песне, за пять минут до первого её исполнения, вам будет сложно поверить, что в ней заложен какой-то манифест. [В этот момент] ему просто нужны слоги, чтобы заполнить текст, или что-то, что рифмуется».

## Выпуск
Все на андеграундной сцене стремятся к Утопии, но существует так много различных фракций, и они так разъединены, что это невозможно. Если вы не можете объединить грёбаное андеграундное движение и прекратить грызться между собой по поводу ничего не значащих вещей, то как вы рассчитываете произвести эффект на широкую публику? […] Я просто чувствовал, что от моей группы ждали, чтобы она вела борьбу в революционном смысле против огромной корпоративной машины. Этого ждали много людей, которые говорили мне: “Ты можешь использовать это как инструмент. Ты можешь использовать это, чтобы изменить мир”. Я тогда думал: “Как вы смеете оказывать на меня такое давление. Это глупо”. И я сам чувствовал себя глупым и заразным.
«Smells Like Teen Spirit» была выпущена 10 сентября 1991 года в качестве дебютного сингла Nevermind, став первым релизом группы на лейбле DGC Records. Первоначально песня не попала в чарты, кроме того, она имела хорошие показатели лишь в тех регионах США, где уже сформировались фанбазы коллектива. Никто не прогнозировал, что «Smells Like Teen Spirit» станет хитом, поскольку в первую очередь её задачей было привлечение фанатов альтернативного рока. Предполагалось, что следующий сингл, «Come as You Are», может стать более интересной композицией для мейнстримовой аудитории. Тем не менее, колледж-радио и современные рок-радиостанции обратили внимание на композицию, обеспечив ей высокую ротацию в эфире. По словам менеджера Nirvana Дэнни Голдберга, «никто из нас не рассматривал её как песню-кроссовер, но её мгновенно разглядела публика… Они услышали её по альтернативному радио, а затем они бросились раскупать её словно лемминги». Мировая премьера видеоклипа сингла состоялась в ночной альтернативной рок-программе MTV «120 минут», музыкальное видео оказалось настолько популярным, что вскоре телеканал начал регулярно транслировать его ещё и в дневном эфире. В октябре руководство MTV включило видео в список «Buzz Bin», где оно продержалось до декабря. К концу года песня, её видеоклип и альбом Nevermind превратились в хиты. Как песня, так и Nevermind стали редким феноменом медийного кросс-формата, став популярными на всех ведущих рок-радио-направлениях, включая современный рок, хард-рок, альбомный рок и колледж-радио.
«Smells Like Teen Spirit» была тепло встречена критиками и продемонстрировала высокие коммерческие показатели. Песня возглавила ежегодные опросы изданий Village Voice («Pazz & Jop») и Melody Maker, а также заняла 2-е место в списке лучших синглов по версии журнала Rolling Stone. Кроме того, «Smells Like Teen Spirit» добралась до 6-й позиции чарта Billboard 100 и отметилась на 1-м месте хит-парада Alternative Songs. Песня получила «платиновый» сертификат (один миллион копий отправлен) от Американской ассоциации звукозаписывающих компаний. Тем не менее, многие американские радиостанции формата Top-40 неохотно включали песню в дневной эфир, что было обусловлено её звучанием, предпочитая отводить для неё ночное время. Помимо успеха на родине группы, сингл пользовался популярностью в других странах: «Smells Like Teen Spirit» добрался до 7-й строчки чарта UK Singles Chart, продержавшись в нём, в общей сложности, 184 недели. Песня была номинирована на две премии «Грэмми», в категориях: «Лучшее исполнение в стиле хард-рок» и «Лучшая рок-песня», однако проиграла композициям «Give It Away» Red Hot Chili Peppers и «Layla» Эрика Клэптона соответственно. Впоследствии журнал Entertainment Weekly назвал победу Клэптона над Nirvana одним из «10 самых больших провалов» в истории «Грэмми» (2-место). Кроме того, скандальный инцидент отметил ряд других изданий, в том числе: Cracked.com (7-е место) и WatchMojo (9-е место).
После успеха Nirvana публицист Майкл Азеррад отметил в статье для Rolling Stone: «„Smells Like Teen Spirit“ — это гимн (или анти-гимн?) поколения „Зачем спрашивать почему“. Только не называйте Кобейна голосом этого поколения». Тем не менее, музыкальная пресса вскоре провозгласила песню «Гимном поколения X», а её автора, который активно сопротивлялся этому статусу, его голосом. Обозреватель газеты The New York Times отмечал, что по своему эффекту «„Smells Like Teen Spirit“ могла бы стать „Anarchy in the U.K.“ для этого поколения, если бы не горькая ирония, пронизывающая её название», добавив «Nirvana слишком хорошо знает, что teen spirit регулярно разливается в бутылки, упаковывается в плёнку и продаётся». Группа испытывала дискомфорт из-за большой популярности песни и на последующих концертах часто исключала её из сет-листов. В 1993 году, перед выпуском альбома In Utero, Новоселич заявил: «Если бы не „Teen Spirit“, я не знаю, каким бы получился „Nevermind“», подчеркнув: «В In Utero нет [чего либо, похожего на] „Teen Spirit“». Размышляя в интервью 1994 года по поводу песни Кобейн сказал: «Мне все ещё нравится „Teen Spirit“, но играть её — сплошной конфуз … Все слишком зациклились на этой песне».
По прошествии времени «Smells Like Teen Spirit» продолжает получать высокие оценки от музыкальных критиков, и в настоящее время считается одной из величайших песен всех времен. Так, в 1997 году композиция была включена в список «Песни, которые сформировали рок-н-ролл» Зала славы рок-н-ролла. В 2000 году телеканал VH1 присудил треку 41-е место в своём рейтинге «100 величайших рок-песен», в том же году композиция заняла 3-ю строчку в совместном списке MTV и Rolling Stone «100 величайших поп-песен». Годом позже Американская ассоциация звукозаписывающих компаний поместила «Smells Like Teen Spirit» на 80-е место списка «Песни века». В 2002 году британский журнал NME присудил треку 2-е место в своём опросе «100 величайших синглов всех времен», в свою очередь, журнал Kerrang! поставил его на 1-ю строчку аналогичного рейтинга. В 2003 году редакция VH1 присудила «Smells Like Teen Spirit» 1-е место среди «100 величайших песен за последние 25 лет», в том же году композиция заняла 3-ю строчку в рейтинге журнала Q «1001 лучшая песня всех времен». В 2004 году трек оказался на 9-й строчке списка «500 величайших песен всех времён» по версии журнала Rolling Stone, редакция журнала описала его влияние, как «ударную волну из большого усилителя», «Teen Spirit в одночасье стёр с поп-карты затяжной джайв восьмидесятых». В 2005 году песня заняла 6-е место в «Глобальном опросе лучших песен всех времён» журнала NME.
В 2006 году британское подразделение телеканала VH1 провело опрос среди более 13 000 респондентов с целью выявления самых любимых текстов англичан: строчка из песни «Smells Like Teen Spirit» «Я чувствую себя глупым и заразным / Вот и мы, развлекайте нас» заняла 3-е место. В свою очередь, в 2007 году композиция заняла 1-ю строчку рейтинга VH1 «100 величайших песен 90-х», а также 10-ю позицию списка журнала Rolling Stone «100 величайших гитарных песен всех времен». В 2009 году «Smells Like Teen Spirit» в третий раз заняла 1-е место в ежегодном голосовании австралийкой радиостанции Triple J «100 самых хитовых треков всех времён», которое проводится среди слушателей станции (где уже лидировала ранее в 1991 и 1998 годах). В том же году песня заняла 7-е место в списке телеканала VH1 «100 величайших хард-рок-песен». Несмотря на то, что во время появления альбома Nevermind в рейтинге журнала Time «100 лучших альбомов ВСЕХ ВРЕМЁН» его редакция назвала «Smells Like Teen Spirit» «возможно, худшей песней пластинки», издание включило её в аналогичный песенный список 2011 года. В том же году «Smells Like Teen Spirit» сохранила свое 9-е место в обновлённом списке Rolling Stone «500 величайших песен всех времен». В 2012 году журнал NME поместил композицию на 2-ю строчку рейтинга «100 лучших треков 1990-х», а также на 1-е место списка «500 величайших песен всех времен» двумя годами позже. В 2015 году песня была названа наиболее знаковой песней в истории музыки согласно исследованию колледжа Голдсмита (англ. Goldsmith's College), проанализировавшему самые популярные песни из различных рейтингов и опросов при помощи аналитического программного обеспечения — специальный алгоритм сравнивал их музыкальное содержание.
В декабре 2011 года «Smells Like Teen Spirit» был выпущен в качестве лимитированного 7-дюймового винилового сингла. В том же году в британском Facebook была запущена кампания по продвижению сингла «Smells Like Teen Spirit» в чарте «Лучших рождественских песен» UK Singles Chart, аналогичная кампании по продвижению сингла «Killing in the Name» группы Rage Against the Machine, состоявшейся в 2009 году в том же чарте и закончившейся его победой. Кампания была организована в знак протеста против сделки телевизионного шоу «X Factor» с детской благотворительной организацией Rhythmix. Также аналогичная кампания была организована в Ирландии для продвижения «Smells Like Teen Spirit» на 1-е место Irish Singles Chart. В итоге песня добралась до 11-го места UK Singles Chart, всего было продано 30 000 копий сингла.
В 2019 году появилась информация, что песня «Smells Like Teen Spirit» была включена в так называемый «Культурный норматив школьника» составленный Министерством культуры и просвещения РФ, наряду с композициями The Beatles, Queen, ABBA, «Кино», «Наутилуса Помпилиуса» и «Аквариума». Документ представляет собой образовательный проект, который «направлен на духовное, эстетическое и художественное развитие российских школьников и повышение культурной грамотности подрастающего поколения». Однако, несколькими днями позже эти данные были опровергнуты замминистра культуры России Аллой Маниловой, которая назвала это ошибкой «работников министерства, случайно соединивших десятки мнений экспертов» при этом подчёркивая, что список имел рекомендательный характер. Также отмечалось, что министр культуры Владимир Мединский «рвал и метал», когда узнал об этом.
| \| Год \| СМИ \| Название \| Место \| Ссылка \| \| ---- \| -------------------------------------------------- \| -------------------------------------------------------- \| ----- \| ------ \| \| 1991 \| Triple J[англ.] \| «100 самых хитовых треков всех времён»[англ.] \| 1 \| [75] \| \| 1993 \| Rolling Stone \| «100 лучших музыкальных видео» \| 2 \| [90] \| \| 1997 \| Зал славы рок-н-ролла \| «Песни, которые сформировали рок-н-ролл» \| N/A \| [60] \| \| 1998 \| Triple J \| «100 самых хитовых треков всех времён»[англ.] \| 1 \| [76] \| \| 1999 \| MTV \| «100 величайших музыкальных видео, когда-либо созданных» \| 3 \| [91] \| \| 1999 \| Kerrang! \| «100 величайших треков всех времён!» \| 1 \| [92] \| \| 2000 \| VH1 \| «100 величайших рок-песен» \| 41 \| [61] \| \| 2000 \| VH1 \| «100 величайших рок-н-ролльных моментов на ТВ» \| 18 \| [93] \| \| 2000 \| MTV и Rolling Stone \| «100 величайших поп-песен» \| 3 \| [62] \| \| 2001 \| Американская ассоциация звукозаписывающих компаний \| «Песни века» \| 80 \| [63] \| \| 2001 \| VH1 \| «100 величайших видео» \| 4 \| [94] \| \| 2002 \| NME \| «100 величайших синглов всех времён» \| 2 \| [64] \| \| 2002 \| Kerrang! \| «100 величайших синглов всех времён» \| 1 \| [65] \| \| 2003 \| VH1 \| «100 величайших песен за последние 25 лет» \| 1 \| [66] \| \| 2003 \| Q \| «1001 лучшая песня всех времён» \| 3 \| [67] \| \| 2004 \| Rolling Stone \| «500 величайших песен всех времён» \| 9 \| [68] \| \| 2005 \| MTV Россия и Rolling Stone Russia \| «20 западных клипов, изменивших мир» \| 1 \| [95] \| \| 2005 \| NME \| «Глобальный опрос лучших песен всех времён» \| 6 \| [70] \| \| 2007 \| VH1 \| «100 величайших песен 1990-х» \| 1 \| [72] \| \| 2007 \| Rolling Stone \| «100 величайших гитарных песен всех времён» \| 10 \| [73] \| \| 2009 \| Triple J \| «100 самых хитовых треков всех времён»[англ.] \| 1 \| [74] \| \| 2009 \| VH1 \| «100 величайших хард-рок песен» \| 7 \| [77] \| \| 2011 \| Time \| «100 величайших песен ВСЕХ ВРЕМЁН» \| N/A \| [79] \| \| 2011 \| Rolling Stone \| «500 величайших песен всех времён» \| 9 \| [69] \| \| 2012 \| NME \| «100 лучших треков 1990-х» \| 2 \| [80] \| \| 2014 \| NME \| «500 величайших песен всех времён» \| 1 \| [81] \| \| 2017 \| Академия искусства и науки звукозаписи \| Принята в Зал славы премии «Грэмми» \| N/A \| [96] \| |                                                    |                                                          |       |        |
| Год | СМИ                                                | Название                                                 | Место | Ссылка |
| 1991 | Triple J                                           | «100 самых хитовых треков всех времён»                   | 1     | [ 75 ] |
| 1993 | Rolling Stone                                      | «100 лучших музыкальных видео»                           | 2     | [ 90 ] |
| 1997 | Зал славы рок-н-ролла                              | «Песни, которые сформировали рок-н-ролл»                 | N/A   | [ 60 ] |
| 1998 | Triple J                                           | «100 самых хитовых треков всех времён»                   | 1     | [ 76 ] |
| 1999 | MTV                                                | «100 величайших музыкальных видео, когда-либо созданных» | 3     | [ 91 ] |
| 1999 | Kerrang!                                           | «100 величайших треков всех времён!»                     | 1     | [ 92 ] |
| 2000 | VH1                                                | «100 величайших рок-песен»                               | 41    | [ 61 ] |
| 2000 | VH1                                                | «100 величайших рок-н-ролльных моментов на ТВ»           | 18    | [ 93 ] |
| 2000 | MTV и Rolling Stone                                | «100 величайших поп-песен»                               | 3     | [ 62 ] |
| 2001 | Американская ассоциация звукозаписывающих компаний | «Песни века»                                             | 80    | [ 63 ] |
| 2001 | VH1                                                | «100 величайших видео»                                   | 4     | [ 94 ] |
| 2002 | NME                                                | «100 величайших синглов всех времён»                     | 2     | [ 64 ] |
| 2002 | Kerrang!                                           | «100 величайших синглов всех времён»                     | 1     | [ 65 ] |
| 2003 | VH1                                                | «100 величайших песен за последние 25 лет»               | 1     | [ 66 ] |
| 2003 | Q                                                  | «1001 лучшая песня всех времён»                          | 3     | [ 67 ] |
| 2004 | Rolling Stone                                      | «500 величайших песен всех времён»                       | 9     | [ 68 ] |
| 2005 | MTV Россия и Rolling Stone Russia                  | «20 западных клипов, изменивших мир»                     | 1     | [ 95 ] |
| 2005 | NME                                                | «Глобальный опрос лучших песен всех времён»              | 6     | [ 70 ] |
| 2007 | VH1                                                | «100 величайших песен 1990-х»                            | 1     | [ 72 ] |
| 2007 | Rolling Stone                                      | «100 величайших гитарных песен всех времён»              | 10    | [ 73 ] |
| 2009 | Triple J                                           | «100 самых хитовых треков всех времён»                   | 1     | [ 74 ] |
| 2009 | VH1                                                | «100 величайших хард-рок песен»                          | 7     | [ 77 ] |
| 2011 | Time                                               | «100 величайших песен ВСЕХ ВРЕМЁН»                       | N/A   | [ 79 ] |
| 2011 | Rolling Stone                                      | «500 величайших песен всех времён»                       | 9     | [ 69 ] |
| 2012 | NME                                                | «100 лучших треков 1990-х»                               | 2     | [ 80 ] |
| 2014 | NME                                                | «500 величайших песен всех времён»                       | 1     | [ 81 ] |
| 2017 | Академия искусства и науки звукозаписи             | Принята в Зал славы премии «Грэмми»                      | N/A   | [ 96 ] |

## Музыкальное видео
Музыкальное видео «Smells Like Teen Spirit» стало режиссёрским дебютом Самюэля Байера. По мнению кинематографиста, он был приглашён, потому что его портфолио было настолько скудным, что группа ожидала от него «панковского» и «некорпоративного» подхода. Концепция видео представляла собой школьный концерт, который заканчивался анархическим бунтом. Сюжет был вдохновлён фильмом Джонатана Каплана «Через край», а также комедией «Школа рок-н-ролла» с участием группы The Ramones. В видеоклипе, снятом на киностудии в Калвер-Сити, группа выступает на студенческом собрании в спортзале средней школы перед апатичной подростковой аудиторией, сидящей на трибунах. Возле музыкантов танцуют чирлидерши в черных платьях с нашивками символа анархии (красная буква «А» в круге). В видео можно заметить небольшое появление Бёртона Си Белла, позже прославившегося в качестве фронтмена метал-группы Fear Factory. Также в нём фигурирует уборщик (роль которого играет Тони Де Ла Роса), одетый в военно-морской комбинезон и танцующий со шваброй. В конце видео собравшиеся студенты врываются на сцену и начинают громить аппаратуру группы. Показанный в клипе хаос был результатом настоящего недовольства среди массовки. Подростков заставили сидеть на трибунах весь съёмочный день, слушая многочисленные реплеи песни. В итоге Кобейн убедил Байера разрешить массовке «послэмиться» на сцене, и группу сняли в эпицентре хаоса. По словам Курта: «Как только дети вышли потанцевать, они просто сказали „идите […]“, потому что они устали от всего этого […] за целый день». Кобейну не понравился первоначальный монтаж Байера, и он лично руководил редактированием видео, удовлетворившись результатом. Одним из основных дополнений музыканта стал предпоследний видеоряд, где крупным планом демонстрируется его лицо, которое скрыто на протяжении бо́льшей части клипа. Байер отметил, что, в отличие от других артистов, с которыми он работал впоследствии, Кобейн думал не о тщеславии, а скорее о том, чтобы «видео по-настоящему соответствовало [духу его группы]». Ориентировочный бюджет клипа составил от 30 000 до 50 000 долларов.
По словам Эми Файннерти, занимавшейся программированием телеэфира MTV в тот период: «Клип „Smells Like Teen Spirit“ полностью изменил MTV, он сделал группу знаменитой, помог продать уйму пластинок. Но и канал MTV стал очень популярным, у него появились новые области для работы и реализации своих идей, новое поколение, которому это было нужно». Как и сама песня, видео было хорошо принято критиками. Так, журналист Rolling Stone Дэвид Фрике отмечал: «Оно выглядело как лучший концерт, который только может пройти в старшей школе: группа поддержки, танцы, анархия, витающий над всем дух опасности — всё это там было! По телевидению нельзя было увидеть ничего подобного». В дополнение к 1-му месту среди синглов, «Teen Spirit» также возглавил рейтинг лучших клипов 1991 года в опросе «Pazz & Jop» газеты Village Voice. Видео было отмечено двумя наградами — «Лучший новый артист» и «Лучшая альтернативная группа» — на церемонии премии MTV Video Music Awards 1992 года. Также клип был занесён в «Книгу рекордов Гиннесса», как самое популярное видео на телеканале MTV Europe. Редакция журнала Rolling Stone присудила видеоклипу 2-е место в списке «100 лучших музыкальных видео» 1993 года. В свою очередь, в 1999 году телеканал MTV отметил его на 3-й строчке рейтинга «100 лучших музыкальных видеороликов, созданных когда-либо». В 2000 году телеканал VH1 присудил «Teen Spirit» 18-ю позицию списка «100 величайших рок-н-рольных моментов на ТВ», отметив, что «видео [открыло миру] альтернативный рок с [ракурса] коммерческого и поп-культурного потенциала». В 2001 году клип занял 4-е место в рейтинге «100 лучших видео» телеканала VH1. В 2005 году видео возглавило онлайн-опрос, проведённый MTV Россия и Rolling Stone Russia «20 западных клипов, изменивших мир». Впоследствии на видео были сняты две пародии: клип «Smells Like Nirvana» музыкального комика «Странного Эла» Янковича (1992), а также клип Боба Синклера «Rock This Party (Everybody Dance Now)» (2006).
Опубликованное на YouTube в 2009 году, после запуска стримингового сервиса Vevo, музыкальное видео «Smells Like Teen Spirit» по состоянию на апрель 2025 года имеет более 1,9 миллиарда просмотров. В конце 2019 года клип занял второе место среди «Самых популярных видео 1990-х годов» у пользователей YouTube (990 млн просмотров), уступив лишь балладе «November Rain» рок-группы Guns N’ Roses (1,4 млрд); третье место заняла песня «Zombie» группы The Cranberries (1 млрд).

### Гитара
В мае 2022 года гитара Кобейна Competition Lake Placid Blue Mustang 1969 года, которую он использовал в клипе «Smells Like Teen Spirit» (а также во время записи альбомов Nevermind и In Utero и на некоторых концертах), была выставлена на аукцион. Торги проходили в нью-йоркском Hard Rock Cafe со стартовой ценой 150 000 долларов. За счёт большого интереса к лоту, окончательная стоимость инструмента составила 4,5 миллионов долларов (без учета сборов), став самой дорогой электрогитарой проданной на аукционах. Новым владельцем инструмента стал Джим Ирсей, известный коллекционер гитар (и владелец соответствующей передвижной выставки) ранее выкупивший на аукционе The Black Strat Дэвида Гилмора за 3,9 миллиона, а также владеющий гитарами Элвиса Пресли, Джорджа Харрисона, Джона Леннона, Пола Маккартни, Эрика Клэптона, Джерри Гарсии, Принса, Лес Пола и Боба Дилана. «Я очень рад сохранить и защитить еще одну часть американской культуры, изменившую наш взгляд на мир» — заявил коллекционер. В свою очередь, президент аукционного дома Julien’s Auctions, под эгидой которого проходили торги, Даррен Жюльен подчеркнул: «Возвращение этой легендарной гитары, одной из самых культурно значимых и исторически важных гитар Курта Кобейна и всей истории рок-музыки, в мой родной штат Индиана, чтобы стать частью знаменитой коллекции памятных вещей Джима Ирсея, — это большая честь. […] Подобный аукцион случается раз в жизни, он стал одной из величайших привилегий в моей профессиональной карьере». Проданная гитара была одним из любимых инструментов Курта Кобейна, и одной из ключевых гитар марки Mustang в его карьере: «Я левша, не очень-то легко найти высококлассные гитары для левшей по разумной цене. Но из всех гитар в мире мне больше всего нравится Fender Mustang. У меня было только две такие». В течение последних 12 лет гитара выставлялась в сиэтлском Музее поп-культуры вместе с одним из трех мустангов Sonic Blue «Sky-Stang» музыканта. Однако, эта гитара примечательна тем, что это единственный Mustang марки Competition Stripe, которым когда-либо владел Кобейн.

## Концертные исполнения
Первое живое «исполнение» «Smells Like Teen Spirit» состоялось 17 апреля 1991 года в сиэтлском отеле «OK Hotel». Эта запись фигурирует на DVD бокс-сета With the Lights Out, также короткие отрывки песни были включены в документальные фильмы «Classic Albums: Nirvana — Nevermind» и «Hype!» Поскольку ранние версии текста «Smells Like Teen Spirit» и её окончательный вариант отличались, в некоторых записях песня фигурирует с изменённым текстом. Так, первый вариант песни начинался со строчки «Come out and play, make up the rules», вместо «Load up on guns, bring your friends». Аудиозапись ранних версий песни фигурирует на сборниках With the Lights Out и Sliver: The Best of the Box. Схожее ранее концертное исполнение трека фигурирует в документальном фильме «1991: The Year Punk Broke», снятом во время первого европейского тура группы Sonic Youth.
Во время концертных выступления группа часто меняла текст и темп песни. В некоторых «живых» версиях строчка «our little group has always been» изменена на «our little tribe has always been», именно такой вариант можно услышать в концертном альбоме From the Muddy Banks of the Wishkah. По мнению журнала Rolling Stone, эта версия песни «[запечатлела] гитару Кобейна, вихляющую вне мелодических границ песни и дарующую новую жизнь в этом практически заезженном хите». Знаменательное исполнение композиции состоялось в 1991 году на шоу Би-би-си «Top of the Pops», по ходу которого группа отказалась играть под предварительно записанную музыкальную фонограмму. Кобейн практически не притрагивался к гитаре и пел демонстративно низким голосом, то и дело меняя текст песни (например, он переделал «Load up on guns, bring your friends» в «Load up on drugs, kill your friends»). Впоследствии вокалист заявил, что пытался имитировать голос фронтмена группы The Smiths Моррисси. После закрытия шоу в 2006 году газета The Observer присудила исполнению Nirvana песни «Smells Like Teen Spirit» 3-е место среди лучших моментов передачи. Это выступление фигурирует в видео-альбоме «Live! Tonight! Sold Out!!». Концертная версия песни включена в сборник «Live at the Paramount».

## Кавер-версии
«Smells Like Teen Spirit» была перепета многими музыкантами. Одной из первых кавер-записей стала фортепианная версия Тори Эймос, выпущенная на её EP Crucify (1992), которую Кобейн назвал «отличной версией для завтрака». В 2000 году группа Melvins записала кавер-версию трека для альбома The Crybaby, при участии Лейфа Гарретта, джазовое трио The Bad Plus перепела песню для своего диска These Are the Vistas. Кроме того, кавер-версия композиции была записана индастриальной группой Xorcist для сборника Shut Up Kitty. В 2006 году свой вариант песни был записан группой The Moog Cookbook, которая специализировалась на электронных кавер-версиях различных альтернативных исполнителей. Также фигурирует вариант песни, записанный японским битбоксером Dokaka. Британская группа The Flying Pickets выпустила версию песни а капелла в своем альбоме The Original Flying Pickets: Volume 1. Песня фигурирует в альбомах-трибьютах: Smells Like Bleach: A Punk Tribute to Nirvana группы Blanks 77 и Smells Like Nirvana панк-певицы Беки Бондаж. В 2005 году эстрадный певец Пол Анка перепел композицию в стиле свинга 1950-х. В 2006 году группа Flyleaf записала кавер-версию песни для музыкального сервиса Yahoo! Music Radio. В 2007 году певица Патти Смит включила кавер-версию трека в своей альбом Twelve, добавив в него текст собственного сочинения — песня была исполнена под аккомпанемент банджо в кантри-стиле.
Джазовый пианист Роберт Гласпер записал кавер-версию песни вместе с американской певицей Лалой Хэтэуэй и группой The Experiment, которая была выпущена в его альбоме Black Radio. Лонгплей был отмечен наградой за «Лучший альбом в стиле ритм-н-блюз» на 55-й церемонии «Грэмми». В свою очередь, в документальном фильме «Курт Кобейн: Чёртов монтаж» фигурирует хоровая версия «Smells Like Teen Spirit», исполненная бельгийским девичьим хором Scala & Kolacny Brothers. В январе 2015 года Дэниел Джонс исполнил кавер-версию песни на австралийской радиостанции Triple J в передаче «Beat The Drum».
С течением времени «Smells Like Teen Spirit» адаптировали под другие форматы. Так, немецкая хардкор-группа Atari Teenage Riot семплировала песню для своего трека «Atari Teenage Riot» из альбома Burn, Berlin, Burn!. Немецкий техно-диджей DJ Balloon, также семплировал композицию для своего трека «Monstersound». Инструментальная кавер-версия (со слегка изменённой музыкой и другим названием, «Self High-Five», чтобы избежать юридических исков) фигурировала в World Championship Wrestling, как музыкальная тема рестлера Даймонда Далласа Пэйджа. В свою очередь американский рэпер Канье Уэст перепел «Smells Like Teen Spirit» на воскресной службе вместе с госпел-хором — заменив финальный рефрен песни на слово «Аллилуйя». Выступление было частью его проекта «Sunday Service» (рус. «Воскресная служба») и перекликалось с религиозной тематикой выпущенного несколько месяцев спустя альбома Jesus Is King.

## Пародии
По прошествии времени появились несколько музыкальных клипов, пародирующих «Smells Like Teen Spirit». В 1992 году музыкальный комик «Странный Эл» Янкович записал песню «Smells Like Nirvana», посвящённую группе. В музыкальном видео на эту песню Янкович спародировал самого Кобейна, его невнятную манеру пения, а также расплывчатый смысл песни. Музыкант добавил в песню массу комических вставок, заменив гитарное соло звуками полоскания горла, свистульками и тубой, а восклицание «Yay!» — голосами коровы и овечки. Пародия чрезвычайно нравилась самой группе Nirvana — по словам Дэйва Грола, когда он увидел её, то понял «вот он — успех», в свою очередь Кобейн назвал Янковича «музыкальным гением». В 1995 году квиркор-группа Pansy Division записала пародию под названием «Smells Like Queer Spirit» для своего альбома Pile Up. Хотя гитарист коллектива, Джон Джиноли, настаивал на том, что его версия была не пародией, а «ласковой данью».
В 1996 году песня стала музыкальной темой рестлера Даймонда Далласа Пэйджа выступавшего в World Championship Wrestling. Трек назывался «Self High-Five» и очень напоминал «Smells Like Teen Spirit». На него обратил внимание Дэйв Грол, назвав песню «калькой» и заявив: «WCW должен заплатить нам». Впоследствии музыкальная тема была изменена, чтобы отличаться от «Teen Spirit». Никаких судебных исков не последовало.
«Smells Like Teen Spirit» была спародирована в нескольких фильмах. Так, в киноленте «Мулен Руж!», песня была спета во время сцены «Can Can», посвящённой титульному ночному клубу. В фильме «Маппеты» песня пародируется в стиле барбершоп-квартет, её исполняют персонажи ленты: Rowlf the Dog, Link Hogthrob, Sam Eagle и Beaker, во время сцены с Джеком Блэком, который заявляет, что они «губят одну из величайших песен всех времен». Кавер на песню (в исполнении группы Think Up Anger) был показан в одном из трейлеров ленты «Виселица». В фильме «Пэн: Путешествие в Нетландию» «Smells Like Teen Spirit» исполняет Чёрная Борода (Хью Джекман), когда Питер Пэн впервые прибывает в Неверленд.
В 2016 году в итальянском городе Чезена прошёл концерт, на котором одновременно выступили 1200 музыкантов. Среди исполненных рок-хитов, была и песня «Smells Like Teen Spirit». За несколько дней видео выступления набрало полтора миллиона просмотров на YouTube.

## Список композиций и форматы выпуска
| Великобритания; 7-дюймовый сингл (DGC 5) 1. «Smells Like Teen Spirit» (Кобейн, Грол, Новоселич) — 4:30 2. «Drain You» (Кобейн) — 3:44 Великобритания; 12-дюймовый сингл (DGCT 5) 1. «Smells Like Teen Spirit» (Кобейн, Грол, Новоселич) — 5:01 2. «Drain You» (Кобейн) — 3:43 3. «Even in His Youth» (Кобейн, Грол, Новоселич) — 3:03 - Содержит альбомную версию песни «Smells Like Teen Spirit». Великобритания; компакт-диск (DGCTD 5) 1. «Smells Like Teen Spirit» (Кобейн, Грол, Новоселич) — 4:30 2. «Drain You» (Кобейн) — 3:43 3. «Even in His Youth» (Кобейн, Грол, Новоселич) — 3:03 4. «Aneurysm» (Кобейн, Грол, Новоселич) — 4:44 Великобритания; 12-дюймовый «picture disc» (DGCTP 5) 1. «Smells Like Teen Spirit» (Кобейн, Грол, Новоселич) — 5:01 2. «Even in His Youth» (Кобейн, Грол, Новоселич) — 3:03 3. «Aneurysm» (Кобейн, Грол, Новоселич) — 4:44 - Содержит альбомную версию песни «Smells Like Teen Spirit». | Соединённые Штаты; 7-дюймовый сингл (DGCS7-19050) 1. «Smells Like Teen Spirit» (Кобейн, Грол, Новоселич) — 4:30 2. «Even in His Youth» (Кобейн, Грол, Новоселич) — 3:03 Соединённые Штаты; компакт-диск (DGCDS-21673) 1. «Smells Like Teen Spirit» (Кобейн, Грол, Новоселич) — 4:30 2. «Even in His Youth» (Кобейн, Грол, Новоселич) — 3:03 3. «Aneurysm» (Кобейн, Грол, Новоселич) — 4:44 Соединённые Штаты; компакт-кассета (DGCCS-19050) 1. «Smells Like Teen Spirit» (Кобейн, Грол, Новоселич) — 4:30 2. «Even in His Youth» (Кобейн, Грол, Новоселич) — 3:03 |  |

## Участники записи
- Курт Кобейн — гитара, вокал
- Крис Новоселич — бас-гитара
- Дэйв Грол — ударные
- Бутч Виг — звукоинженер, продюсер
- Энди Уоллес[англ.] — микширование

## Чарты и сертификация
| Чарт (1991—1992)                      | Высшая позиция |
| ------------------------------------- | -------------- |
| Австралия                             | 5              |
| Австрия                               | 8              |
| Бельгия                               | 1              |
| Великобритания                        | 7              |
| Германия                              | 2              |
| Европа                                | 4              |
| Ирландия                              | 15             |
| Испания                               | 1              |
| Италия                                | 3              |
| Канада                                | 9              |
| Нидерланды (Dutch Top 40)             | 3              |
| Нидерланды (Single Top 100)           | 3              |
| Новая Зеландия                        | 1              |
| Норвегия                              | 2              |
| Польша                                | 2              |
| Соединённые Штаты (Billboard Hot 100) | 6              |
| Соединённые Штаты (Mainstream Rock)   | 7              |
| Соединённые Штаты (Alternative Songs) | 1              |
| Соединённые Штаты (Dance Club Songs)  | 14             |
| Соединённые Штаты (Dance/Electronic)  | 27             |
| Финляндия                             | 8              |
| Франция                               | 1              |
| Швеция                                | 3              |
| Швейцария                             | 6              |

| Чарт (1992)                 | Высшая позиция |
| --------------------------- | -------------- |
| Австралия                   | 46             |
| Бельгия                     | 17             |
| Германия                    | 17             |
| Нидерланды (Dutch Top 40)   | 29             |
| Нидерланды (Single Top 100) | 28             |
| Новая Зеландия              | 10             |
| Соединённые Штаты           | 32             |

| Страна | Статус        | Тираж      |
| --- | ------------- | ---------- |
| Австралия | Золотой       | 35,000^    |
| Новая Зеландия | Золотой       | 5,000*     |
| Швеция | Золотой       | 25,000^    |
| Великобритания | Платиновый    | 600,000©   |
| Соединённые Штаты | Платиновый    | 1,000,000^ |
| Цифровые продажи |               |            |
| Дания | Платиновый    | 60,000^    |
| Италия | 2× Платиновый | 60,000*    |
| Соединённые Штаты | Золотой       | 2,837,000  |
| Стримминговые сервисы |               |            |
| Дания | Золотой       | 30,000^    |
| ^ означает данные о партиях, основанные на сертификации * означает данные о продажах, основанные на сертификации © означает продажи и стримминговые данные, основанные на сертификации |               |            |

### Документальный фильм
- Isis Productions. Classic Albums: Nirvana – Nevermind. — Eagle Rock Entertainment, 2004.